# Amayo de Zaragoza
Amayo de Zaragoza är en ort i Mexiko.   Den ligger i kommunen Xilitla och delstaten San Luis Potosí, i den centrala delen av landet, 210 km norr om huvudstaden Mexico City. Amayo de Zaragoza ligger 964 meter över havet och antalet invånare är 169.
Terrängen runt Amayo de Zaragoza är kuperad österut, men västerut är den bergig. Terrängen runt Amayo de Zaragoza sluttar österut. Runt Amayo de Zaragoza är det ganska tätbefolkat, med 96 invånare per kvadratkilometer. Närmaste större samhälle är Villa Terrazas, 17,7 km nordost om Amayo de Zaragoza. I omgivningarna runt Amayo de Zaragoza växer i huvudsak städsegrön lövskog.